# Pedro Abrunhosa

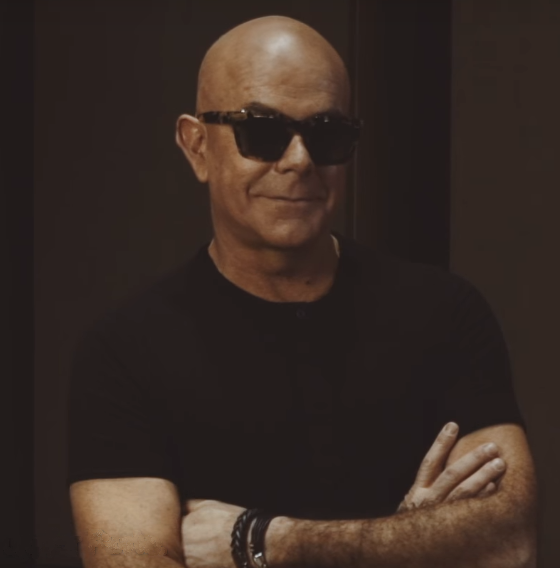
Pedro Abrunhosa (2017)

Pedro Machado Abrunhosa (* 20. Dezember 1960 in Porto) ist ein portugiesischer Jazz- und Popmusiker sowie Autor.

## Leben

### Bis 1988
Abrunhosa stammt aus einer Familie von Amateurmusikern; 1971 bekam er Orgel-Unterricht an der bekannten Musikschule des 1917 gegründeten Musikhandelshauses Ruvina in Porto. Ab 1976 studierte er an der Escola de Música do Porto Musikanalyse, Komposition und Musikgeschichte (bei Álvaro Salazar und Jorge Peixinho), und ab 1978 Kontrabass (bei Adriano Aguiar). Von 1981 bis 1984 lehrte er dort selbst, und gab zudem zwischenzeitlich Musikunterricht an Grundschulen. Währenddessen lernte er weiter Kontrabass bei Alejandro Oliva und studierte am Konservatorium Conservatória de Música do Porto Komposition (Abschluss 1984).
Im Anschluss folgte er einer Einladung des spanischen Orchesters Grupo de Musica Contemporanea de Madrid, die auf der gesamten Iberischen Halbinsel auftrat. Parallel widmete er sich seit Beginn der 1980er Jahre dem Jazz. Er nahm an Workshops von Musikern wie Billy Hart, David Liebman, Todd Coolman, Jack Walrath teil und spielte in verschiedenen Formationen, darunter einem selbstformierten Quintett und dann Septett. Er begleitete verschiedene Musiker auf ihren Europatourneen, darunter Boulou Ferré, Elios Ferré, Ramon Cardo, Frankie Rose, Vicent Penasse, Tommy Halferty. Er lehrte Kontrabass am Hot Clube de Portugal in Lissabon, und 1985 war er Mitbegründer der Jazzschule Escola de Jazz do Porto, an der er auch lehrte und für deren Jazzorchester er komponierte.

### Seit 1988
Von 1988 bis 1991 leitete er das Cool Jazz Orchester, das er gegründet hatte und für das er arrangierte. Die Gruppe interpretierte Rhythm-and-Blues-Standards neu und erlangte damit einige Bekanntheit im Großraum Porto als Liveband. Die dabei gemachten Erfahrungen bewegten Abrunhosa, 1989 seine erste Gruppe mit Eigenkompositionen zu gründen, unter dem Namen Pedro Abrunhosa e a Máquina do Som (Portugiesisch für Pedro Abrunhosa und die Soundmaschine). Sie nahmen ein Demo auf, das die Aufmerksamkeit von Carlos Maria Trindade erregte, den damaligen A&R der portugiesischen PolyGram.
Nach den Schallplattenaufnahmen 1993, mit dem ehemaligen James-Brown-Saxofonist Maceo Parker als Gastmusiker, formierte Abrunhosa seine Gruppe neu, und das Album Viagens (port.: Reisen) erschien 1994 bereits unter dem Namen Pedro Abrunhosa e os Bandemónio (Wortspiel mit den Worten Banda, port. für Band, und Pandemónio, port. für Chaos). Abrunhosa trat fortan mit Sonnenbrille, oft eigenwilligen Kopfbedeckungen, und eigener Bühnen-Gestik auf, und kultivierte einen unterkühlt-rebellischen Gestus, der sich gegen das politische Klima der Regierung Cavaco Silva richtete. Das Album erweckte mit seinem Popsound unter starken Einflüssen aus Acid Jazz, Funk, Hip-Hop und Trip-Hop beträchtliche Aufmerksamkeit in Portugal, und das amerikanische Billboard-Magazin erschien im Dezember 1994 mit Abrunhosa auf der Titelseite. Das zweite Album Tempo (port.: Zeit) erschien 1996 bereits mit englischen und spanischen Versionen und in einer Remix-Version und erlangte insbesondere in Brasilien einige Aufmerksamkeit, wo u. a. Elba Ramalho und Zeca Baleiro in der Folge Lieder von Abrunhosa in ihr Repertoire aufnahmen.
Im Jahr 1999 erschien mit Silêncio (port.: Stille) das dritte Album, mit wachsender Gewichtung der Liedtexte, und mit Einflüssen aus House und anderen aufkommenden Tanzmusik-Stilen. Auch dieses Album war sehr erfolgreich in Portugal. Abrunhosa spielte zudem 1999 die männliche Hauptrolle in Manoel de Oliveiras Film Der Brief (orig.: La Lettre / A Carta), an der Seite von Chiara Mastroianni. Der Film wurde beim Filmfestival Cannes ausgezeichnet, jedoch blieb Abrunhosa international ein Durchbruch weiterhin verwehrt. In Portugal hingegen verstärkte sich seine Stellung als eine Größe der Musikbranche. Es folgten weitere Alben, die meist bis in die Spitzenplätze der Verkaufshitparade vordrangen, so 2007 sein letztes in bisheriger Formation aufgenommenes Album Luz (dt.: Licht).
Ende 2009 trennte sich Abrunhosa von seiner langjährigen Begleitband Bandemónio. Er spielte fortan mit neuen Musikern, dem Comité Caviar (dt.: Kaviar-Komitee), die ihn bei seinem Richtungswechsel zu einem rockigeren Musikstil unterstützen sollten. Seine nachfolgenden Veröffentlichungen und Konzerte zeigten fortan weniger Soul- und Jazzeinflüsse, und im Gegenzug stärkere Anteile traditioneller Rockstile. Das 2010 mit dem Comité Caviar veröffentlichte Album Longe (dt.: Fern) erreichte Platz 1 der portugiesischen Verkaufscharts, in denen das Album 70 Wochen verweilte.
Abrunhosa komponierte Musik auch für Theaterstücke und Filme. Er schreibt zudem Kolumnen und Kommentare für verschiedene Zeitschriften in Portugal. 2012 erschien eine Sammlung dieser selbstironischen bis satirisch-kritischen Artikel zu Themen des Alltags, der Politik und der Gesellschaft als Buch, unter dem Titel Crónicas (dt.: Chroniken).

## Diskografie

### Alben
| Jahr | Titel        | Höchstplatzierung, Gesamtwochen, AuszeichnungChartsChartplatzierungen (Jahr, Titel, Platzierungen, Wochen, Auszeichnungen, Anmerkungen) | Anmerkungen             |
| Jahr | Titel        | PT | Anmerkungen             |
| ---- | ------------ | --- | ----------------------- |
| 2002 | Momento      | PT10 ×2Doppelplatin · (23 Wo.)PT | Charteinstieg erst 2003 |
| 2003 | Palco        | PT7 Platin · (20 Wo.)PT |                         |
| 2007 | Luz          | PT1 Platin · (12 Wo.)PT |                         |
| 2010 | Longe        | PT1 Platin · (70 Wo.)PT |                         |
| 2011 | Coliseu      | PT22 (3 Wo.)PT |                         |
| 2013 | Contramão    | PT2 (44 Wo.)PT |                         |
| 2014 | Viagens      | PT15 (8 Wo.)PT |                         |
| 2018 | Espiritual   | PT1 Gold · (55 Wo.)PT |                         |
| 2020 | Corpo i alma | PT2 (20 Wo.)PT |                         |

grau schraffiert: keine Chartdaten aus diesem Jahr verfügbar
Weitere Alben
- 1994: Viagens
- 1996: Tempo
- 1999: Silêncio

### EPs
- 1997: Tempo (Remix-EP)
- 1998: Pedro Abrunhosa

### Singles
- 1994: Lua
- 1994: Tudo O Que Eu Te Dou (PT: Platin)[11]
- 1995: F
- 2002: Momento (Uma Espécie De Céu) (mit Os Bandemónio; PT: Gold)[12]
- 2002: Eu Não Sei Quem Te Perdeu (mit Os Bandemónio)[13]
- 2013: Para os Braços da Minha Mãe (mit Comité Caviar; PT: Gold)[14]

## Videoalben
- 2005: Intimidade
- 2011: Coliseu (PT: Gold)[15]

## Bibliografie
- Pedro Abrunhosa: Pedro Abrunhosa & Os Bandemónio. Civilização Editora, Porto 1995, ISBN 978-972-26-1180-0.
- Pedro Abrunhosa: Canções. Quasi Edições, Vila Nova de Famalicão 2003, ISBN 978-989-552-042-8.
- Pedro Abrunhosa: Crónicas. Arcádia Editora, Lissabon 2012, ISBN 978-989-28-0066-0.